# HeLa-celler
HeLa-celler er celler, som isoleredes fra en tumor i en patient med livmoderhalskræft og som anvendes over hele verden til cellebiologisk, virologisk og molekylærbiologisk forskning. De var de første menneskelige celler fra hvilke en permanent udødelig cellelinje blev skabt og som deler sig ubegrænset i cellekultur. De har fået navn efter den 31-årige patient, Henrietta Lacks, fra hvem cellerne isoleredes i 1951 umiddelbart før hendes død.
Cellelinjen blev dannet af forskeren George Otto Gey ved Johns Hopkins University uden patientens kendskab dertil. Californiens højeste domstol har i 1990 i et andet tilfælde, hvor celler blev brugt uden patientens kendskab, fastsat, at væv og celler fra en person ikke er dennes ejendom, hvormed de kan kommercialiseres.
Der findes mange varianter af HeLa-celler, som er blevet udviklet mens de er blevet dyrket i cellekulturer verden over, men alle cellerne stammer altså fra Henrietta Lacks. Det er estimeret, at den totale masse af eksisterende HeLa-celler langt overstiger massen af resten af Lacks' krop.
Kromosomerne i HeLa-celler er en kombination af menneskelige kromsomer og gener fra humant papillomavirus (HPV), som forårsagede kræften. Cellerne har også multiple kopier af visse kromosomer og det total antal er nået til 82 sammenlignet med 46 i en normal menneskelig celle. Det er blandt andet derfor blevet foreslået, at HeLa-cellerne burde betragtes som en ny egen art.